# عزت الشابندر
عزت حسن علي الشابندر ( 1950 ) هو سياسي عراقي، كان عضواً في مجلس النواب العراقي، كما كان الناطق الرسمي باسم القائمة العراقية قبل أن يخرج منها عام 2010.

## تسلم أرشيف المخابرات السورية الخاص بالعراق
في يونيو 2025، زار عزت الشابندر، المبعوث الخاص لرئيس الوزراء العراقي، دمشق حيث التقى بالرئيس السوري أحمد الشرع، وفي هذه الزيارة تسلم أرشيفًا للمخابرات السورية يتعلق بالملف العراقي. كشف النائب يوسف الكلابي أن هذا الأرشيف يعرض أسماء قيادات عراقية كانت على علاقة بالمخابرات السورية، وأضاف أن الأرشيف "في طور الفرز لاستخدامه في الحملات الانتخابية".